# Ion Davidov
Ion Davidov oder auch Pieter Gierek (* 15. Dezember 1974 in Bukarest) ist ein ehemaliger rumänischer Pornodarsteller in schwulen Hardcore-Filmen. Er ist vor allem durch seine Arbeit für die Produktionsfirma Bel Ami, in Filmen wie Frisky Summer und Lucky Lukas, bekannt.

## Leben
Davidov wuchs in der Spätphase der Ceauşescu-Diktatur in einer kleinen Stadt in der Nähe von Bukarest auf; er hatte zwei Geschwister, einen jüngeren und einen älteren Bruder. Aufgrund seines unkonventionellen Aussehens – er hatte langes Haar und trug Ohrringe in beiden Ohren – war er in der Schule und in seiner Familie oft Anfeindungen ausgesetzt. Er verließ die Schule nach der 8. Klasse und ging im Alter von fünfzehn Jahren nach Ungarn, um dort Arbeit zu finden. Er hatte verschiedene Jobs als Helfer und Bauarbeiter in Budapest. In diese Zeit fielen auch Davidovs erste sexuelle Kontakte, primär heterosexuelle Erfahrungen. In seiner Freizeit besuchte er Diskotheken und nahm aktiv an der Partyszene Budapests teil.
1995 wurde er bei einem seiner nächtlichen Streifzüge durch Budapest von einem Fotografen angesprochen, ob er als Model für erotische Fotos und Filme arbeiten wollte. Davidov machte anschließend Probeaufnahmen und erhielt 1995 seine erste kleine Rolle in einem schwulen Pornofilm, in der von Kristen Bjorn produzierten und inszenierten Produktion The Vampire of Budapest. Davidov wirkte darin in einer Gruppenszene mit, und zwar in einer in einem öffentlichen Badehaus an Originalschauplätzen auf der Margareteninsel in Budapest gedrehten Männer-Orgie. Davidov war damals lediglich für eine „passive“ Oralsex-Szene verpflichtet worden, in der er von einem anderen Mann oral befriedigt wurde.
1995 wurde Davidov von dem slowakischen Filmproduzenten und Filmregisseur George Duroy entdeckt, der ihm eine Hauptrolle in seinem für Falcon International produzierten Pornofilm The Gangbangers gab. In diesem Film trat Davidov unter dem Künstlernamen Peter Gierek mit langen, zu einem Pferdeschwanz zusammengebundenen Haaren auf. Er übernahm darin aktive Oralsex-Szenen und war erstmals auch in mehreren Analsex-Szenen zu sehen, wobei er, wie auch in seinen späteren Filmen, als „Top“, d. h. in der aktiven Rolle, eingesetzt wurde.
Sein endgültiger Durchbruch als schwuler Pornostar gelang Davidov mit der ab 1995 ebenfalls bei dem Label Bel Ami erschienenen Film-Trilogie Frisky Summer. Er gehörte neben Lukas Ridgeston und Johan Paulik zu den „klassischen Bel Ami-Stars“ und wurde durch seine Rollen in den Bel Ami-Filmen zu einer „Ikone des schwulen Kinos“.
Im ersten Teil der Frisky Summer-Trilogie war er, mittlerweile mit kurzen Haaren, Cowboy-Hut und Baggy-Shorts, in der Eröffnungsszene, außerdem in einer Dreier-Szene mit Masturbation und Anal-Sex (gemeinsam mit Milos Janek und Kristian Jensen) und als Top in der Schluss-Szene nach einem gemeinsamen Rollerblading mit Johan Paulik zu sehen. In Frisky Summer 2 (1996) spielte er an der Seite von Dano Sulik. In Frisky Summer 3 (1998) hatte er eine Vierer-Szene mit Karl Tenner, Erik Kovac und Sergei Grigoriev.
1996 war Davidov, wieder gemeinsam mit Paulik, in dem Film Out at Last zu sehen. Der Film enthielt Szenen, die ursprünglich für andere Bel Ami-Filme gedreht worden, jedoch bisher unveröffentlicht geblieben waren, so auch die Original-Rollerblader-Szene, in der Davidov noch mit langen Haaren und Pferdeschwanz zu sehen war.
1996 drehte er Lukas' Story 3, wo er Sexszenen mit Tomas Belko und Dusan Antal und erstmals gemeinsam mit Lukas Ridgeston spielte. Die zunächst unveröffentlichte Dreier-Szene mit Davidov, Ridgeston und Daniel Valent erschien später in dem Film Out At Last: Souvenirs (1997).
1997 drehte er erneut für Falcon International den Pornofilm Wide Open, in dem er in einer Camping-Szene Oral- und Analsex hatte. Außerdem spielte er 1997 in dem Bel Ami-Kultfilm und Bestseller An American in Prague. 1998 wurde der Pornofilm Lucky Lukas veröffentlicht, in dem Davidov und Ridgeston wechselseitig Anal-Sex miteinander hatten. Diese „Flip-Flop-Szene“ war das einzige Mal, dass Davidov in einer Analsex-Szene die passive Rolle übernahm.
Davidovs letzter Originalfilm für Bel Ami, TeamPlay, erschien 2000. Als Mitglied eines männlichen Schwimm-Teams feiert er mit den anderen Mannschaftsmitgliedern seinen Geburtstag; die Geburtstagsfeier findet ihren Höhepunkt in diversen Sexszenen und in einer Gruppen-Orgie. Später wurden noch eine Dokumentation über die Produktionsfirma Bel Ami veröffentlicht, in der Davidov zu sehen war, und verschiedene DVD-Boxen mit Kompilationen aus früheren Bel-Ami-Filmen veröffentlicht.
Davidov ging nach seinem Rückzug aus dem Pornogeschäft nach Westeuropa, wo er in Spanien in einem Tattoo-Studio arbeitete. Er ist Inhaber eines eigenen Tattoo-Studios; er ist verheiratet und Familienvater. Im Jahr 2016 trat Davidov in der Reality-Show Ink Master der Tattoo-Branche auf.

## Rollen-Image und Vermarktung
Davidov verkörperte den von Bel Ami vornehmlich gecasteten Typus des jungen, osteuropäischen Mannes, durchtrainiert und ohne Körperbehaarung, der in Outdoor-Szenen vor ländlicher Kulisse, beispielsweise im Wald, auf einem verlassenen Bauernhof, in einer Scheune oder im Heu in einzelnen Sexszenen präsentiert wurde. Evoziert werden sollte dabei, wie beispielsweise in Lucky Lucas, die Stimmung eines schwulen Arkadien. Davidovs Szenen wurden dabei oft mit Outdoor-Aktivitäten (wie Camping, Mountain-Biking und Wandern) eingeleitet.
Davidov hat mehrere Tätowierungen, die bei seinen Filmauftritten regelmäßig zu sehen waren und seinen Wiedererkennungswert verstärkten. Anfang 1995 ließ er sich auf der rechten Schulter ein Tattoo mit Spinnennetz-Motiv und einen Skorpion oberhalb der Schamgegend tätowieren. 1997 vergrößerte Davidov sein Tattoo an der Schulter um einen weiteren Ring.
Von der Produktionsfirma Bel Ami wurde Davidov intensiv vermarktet. Mehrfach, unter anderem bei Frisky Summer 1: Best Friends (1995) und Out At Last 1 - Souvenirs (1997), wurde er neben Johan Paulik und Lukas Ridgeston als Cover-Model präsentiert; während seiner aktiven Karriere war er zuletzt 1998 Cover-Model in Lucky Lukas. Auch nach Beendigung seiner aktiven Karriere wurde er für die Veröffentlichung von bisher unveröffentlichten Szenen und Bonusmaterial als Cover-Model ausgewählt, so bei der 2004 veröffentlichten Kompilation Out At Last 4 – Bazaar.
Flankierend zu den Filmveröffentlichungen erschienen verschiedene Fotostrecken in den Magazinen Homens (1990er Jahre), Freshmen (1996), Mandate (1999, 2000) und Unzipped (2000). In einem Interview, das im Dezember 1998 in dem auf schwule Pornographie spezialisierten Filmmagazin Manshots veröffentlicht wurde, sprach Davidov offen über die Repressalien im kommunistischen Rumänien, seine ersten, damals primär heterosexuellen Erfahrungen in Budapest und über seine Zusammenarbeit mit den Bel Ami-Stars Johan Paulik und Lukas Ridgeston.
Im Bruno Gmünder Verlag erschienen von 1997 bis 2000 mehrere Bildbände, Postcard-Books, Kalender und Fotobücher, in denen Ion Davidov als Bel Ami-Model in erotischen Fotos präsentiert wurde. Es handelte sich dabei um speziell für den Fotomarkt produzierte Softcore-Aufnahmen (Solos, Duos und Gruppenszenen). Fotos von Davidov sind unter anderem in den Büchern Frisky Memories (1997), Intimate Friends (1999) und Perfect Couples (1999) zu sehen.
Für den Bildband Perfect Couples wurde er mehrfach gemeinsam mit Lukas Ridgeston und außerdem mit Daniel Valent, Max Pellion und Dano Sulik abgelichtet. 1998 erschien der speziell auf ihn fokussierte Bildband Photos of Ion, eine Zusammenstellung von Hochglanz-Fotos, in denen Davidov als Erotik-Model im Mittelpunkt stand.

## Filmografie (Auswahl)
- 1995: The Vampire of Budapest (Kristen Bjorn Video, uncredited)
- 1995: The Gangbangers (Falcon International, als Peter Gierek)
- 1995: Frisky Summer (Bel Ami, mit Johan Paulik)
- 1996: Out at Last (Bel Ami, mit Johan Paulik)
- 1996: Barely Legal (Priape Video, als Peter Gierek)
- 1996: Frisky Summer 2 (Bel Ami)
- 1996: Lukas' Story 3 (Bel Ami)
- 1997: Wide Open (Falcon International)
- 1997: An American in Prague (Bel Ami)
- 1997: Zoltan & Les Minets de L’Est (Clair Productions, aka Zoltan)
- 1997: Soldats (Clair Productions, aka Red Brigade, aka Soldaten)
- 1998: Lucky Lukas (Bel Ami)
- 1998: Frisky Summer 3 (Bel Ami)
- 2000: Teamplay (Bel Ami)
- 2001: Atilla the Hun (Cadro Films, als Ion)
- 2001: All About Bel Ami (Bel Ami, Dokumentation)
- 2002: More Lukas' Stories (Bel Ami, Kompilation)
- 2004: Out At Last 4: Bazaar (Bel Ami, Kompilation)